# Niech tańczą aniołowie
Niech tańczą aniołowie – piąty album grupy The Bill, wydany w 2007 roku, nakładem wydawnictwa Mega Czad.
Album został nagrany w toruńskim Black Bottle Studio w dniach 17-23 lipca 2006. Realizator nagrań – Marek Sysoł. Aranżacje – The Bill. Muzyka i słowa – Dariusz "Kefir" Śmietanka.

## Lista utworów
1. "Intro 555" – 2:20
2. "Niech tańczą aniołowie" – 3:23
3. "To co teraz" – 3:33
4. "Oni i my" – 2:54
5. "Księga kłamstw" – 3:15
6. "Różowe okulary" – 3:08
7. "Majlajf" – 2:40
8. "System" – 2:54
9. "Godność" – 3:41
10. "Księga snów" – 4:40
11. "Pankowa" – 2:25
12. "Nic więcej" – 3:24
13. "Dwie gwiazdy" – 3:26
14. "Jutro (dla A...)" – 4:00

## Skład zespołu
- Dariusz "Kefir" Śmietanka – gitary, wokal
- Maciej "McKurczak" Stępień – gitara basowa, wokal
- Robert "Mielony" Mielniczuk – perkusja